# Pop FM (Itapetininga)
Pop FM é uma emissora de rádio brasileira sediada em Itapetininga, com outorga em São Miguel Arcanjo, ambos municípios do estado de São Paulo. Opera no dial FM, na frequência 107,7 MHz. É controlada pelo Grupo Atenas do Sul de Comunicação.

## História
A emissora iniciou suas operações na frequência 88,9 MHz, uma outorga para o município de São Miguel Arcanjo, cuja montagem perdurou entre os anos de 2014 e 2015. A operação em fase experimental começou em dezembro de 2016, quando era nomeada Difusora Natureza FM. Operando apenas com 0,1 kW de potência na classe C, a mesma iria alcançar entre cinco e sete cidades da região e de forma local em Itapetininga.
Em janeiro de 2017, é anunciado que a nova estação iria se tornar afiliada da Jovem Pan FM, marcando o retorno da marca para Itapetininga, ausente desde o fim da antiga Jovem Pan 2 em 101.5 MHz nos anos 1990 (hoje Rede Gospel FM). A estreia aconteceu no dia 23 de janeiro de 2017, ao meio-dia, durante a abertura do programa Pânico.
Em 2019, a Jovem Pan FM inicia procedimentos para melhorias técnicas e alcance de sinal da emissora, protocolando junto à Anatel um aumento de potência da estação. A mudança foi concedida no segundo semestre do ano, quando a frequência é alterada para 100.7 MHz com classe de operação B1. A alteração é concretizada no dia 29 de fevereiro de 2020, por volta das 21h, quando também passa por uma mudança de marca, passando a se chamar Jovem Pan FM Itapetininga. Com as melhorias técnicas, a emissora passa a operar com 3 kW de potência.
Entre julho e agosto de 2021, a emissora chama a atenção da imprensa nacional devido ao investimento do presidente Jair Bolsonaro em entrevistas para veículos de comunicação simpáticos ao governo. Em 21 de julho de 2021, durante entrevista a Milton Júnior, Bolsonaro defendeu a Ivermectina como tratamento para a COVID-19 e proferiu comentário de cunho homofóbico quando o radialista disse que usou o medicamento quando foi diagnosticado com a doença. Ao escrever sobre as emissoras que o presidente selecionou para entrevistas, o jornalista Edoardo Ghirotto (para a coluna de Guilherme Amado, do portal Metrópoles) notou que Milton Junior "ostenta uma foto no Instagram com uma camisa autografada pelo presidente". O trecho da entrevista em vídeo foi exibido durante audiência da CPI da COVID-19, em agosto.
Em 2022, a Jovem Pan FM protocola junto à Anatel novo pedido de aumento de potência da emissora, passando da classe de operação B1 para A3, além da segunda mudança de frequência, de 100.7 MHz para 107.7 MHz. Os investimentos começam a ser divulgados ao público no final de dezembro de 2022 e a troca de canais é efetivada em 20 de janeiro de 2023.
No dia 21 de abril de 2023, durante o programa Manhã da Pan, Milton Junior declarou que financiou bolsonaristas que participaram dos ataques às sedes dos Três Poderes em Brasília no dia 8 de janeiro. O radialista ficou incomodado com uma fala da deputada federal Simone Marchetto que, ao ser entrevistada por um canal local, disse ser contrária a aprovação de uma CPMI a respeito do tema por considerar desnecessária sua realização. Ao afirmar que extremistas de Itapetininga que participaram dos ataques "poderiam ser prejudicados", ele confirmou que contribuiu para o transporte dessas pessoas e que não tinha medo de assumir o posicionamento: "Se eu tiver que ser preso porque ajudei patriotas a irem para a Brasília fazer protesto contra um governo ilegítimo, que eu seja preso, não há problema nenhum. Temos que assumir os compromissos que fazemos. Não tenho medo da Justiça", afirmou. Devido a repercussão negativa do comentário, a Jovem Pan comunicou no mesmo dia o desligamento da 107.7 MHz de sua rede de afiliadas devido a violação de cláusulas contratuais "que têm como objetivo a preservação da marca e a reputação da Jovem Pan enquanto empresa de comunicação", ressaltando que não apoiava a conduta dos responsáveis pela emissora "e dos demais integrantes do programa que levou à exclusão do grupo de afiliadas Jovem Pan". A rádio permaneceu com a rede até a retransmissão do programa A Voz do Brasil, na faixa das 20h, seguindo com programação musical local sem vinhetas de identificação.

## Programas
Até abril de 2023, a programação da emissora contava com os programas Manhã da Pan, apresentado por Milton Júnior, Wesley Gamaliel, Inegy Júnior e Tenente Muller, Na Balada Jovem Pan, apresentado pelo DJ Michel Max e Lili Ferreira e Pan News, apresentado por Ismael Stranak e Wesley Gamaliel.